# Chiamate Nord 777
Chiamate Nord 777 (Call Northside 777) è un film del 1948 diretto dal regista Henry Hathaway.

## Trama
A Chicago nel 1932, durante il proibizionismo, un poliziotto in pattuglia viene ucciso in una bettola clandestina. Vengono arrestati Frank Wiecek e un altro uomo; i due subiscono una condanna a 99 anni di prigione per l'omicidio. Undici anni dopo, la madre di Wiecek fa pubblicare un annuncio su un quotidiano, offrendo 5.000 dollari di ricompensa a chi fornirà informazioni utili per rintracciare i veri assassini del poliziotto.
La particolarità dell'annuncio fa sì che Brian Kelly, il direttore del Chicago Times, assegni al reporter P.J. McNeal l'incarico di analizzare nuovamente il caso. McNeal all'inizio è scettico, pensando che Wiecek sia colpevole. Ma dopo aver intervistato la madre e la moglie di Wiecek (da lui spinta a divorziare per rifarsi una vita e per dare un futuro a loro figlio), inizia a incontrare una certa resistenza da parte delle forze di polizia e dell'ufficio del procuratore dello Stato, che non vogliono che venga messa in dubbio la sentenza già emessa.
Di lì a poco subentrano anche le pressioni politiche dalla capitale, dove i politici vogliono silenziare una storia che potrebbe diventare per loro imbarazzante. Alla fine viene provata l'innocenza di Wiecek, grazie soprattutto all'ingrandimento di una fotografia, che, riportando la data di un giornale, dimostra che la testimonianza chiave al processo di undici anni prima era falsa.